# Hoffschmidt
Hoffschmidt of d'Hoffschmidt was een Zuid-Nederlandse adellijke familie.

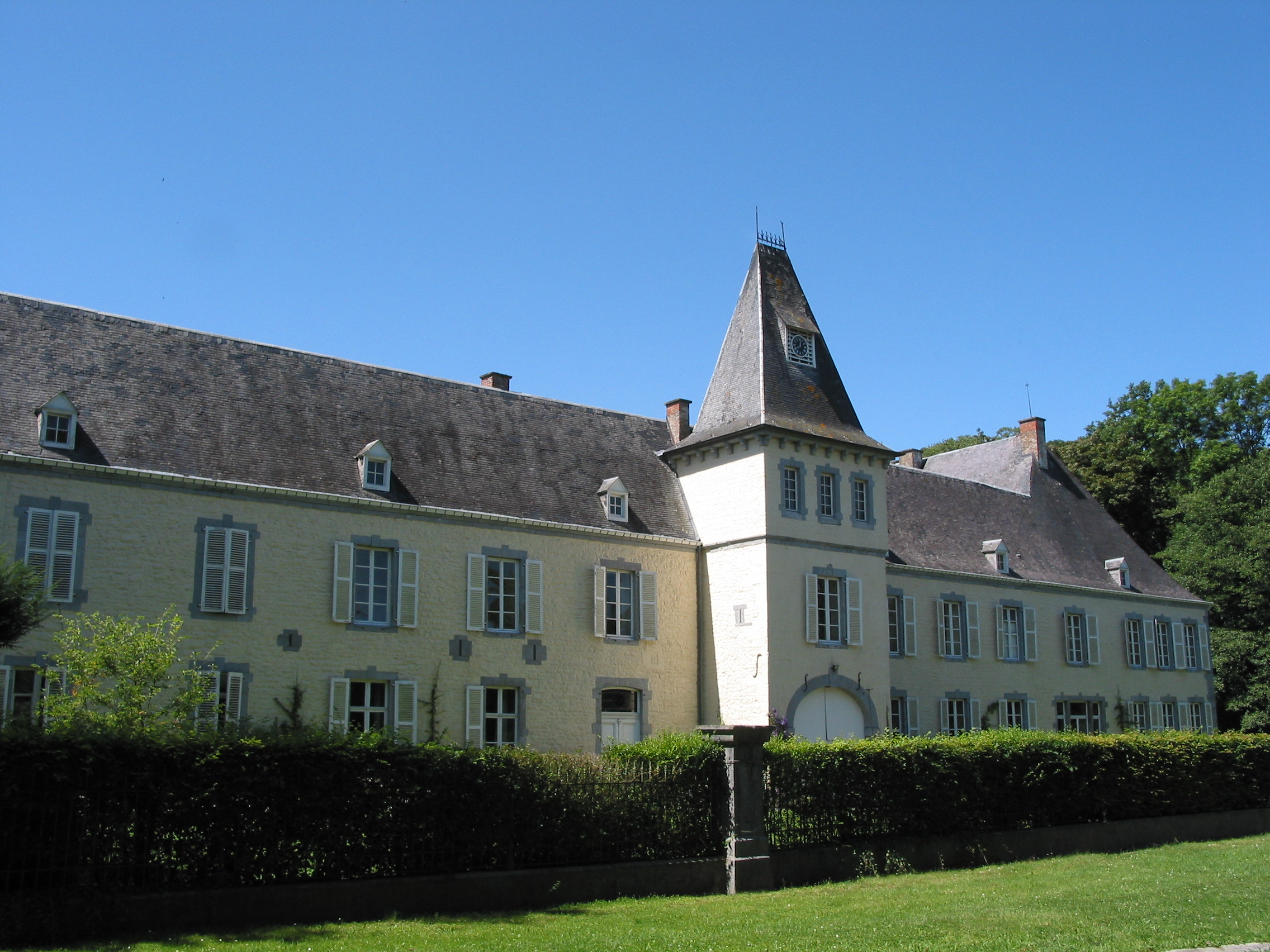
Het kasteel van Resteigne

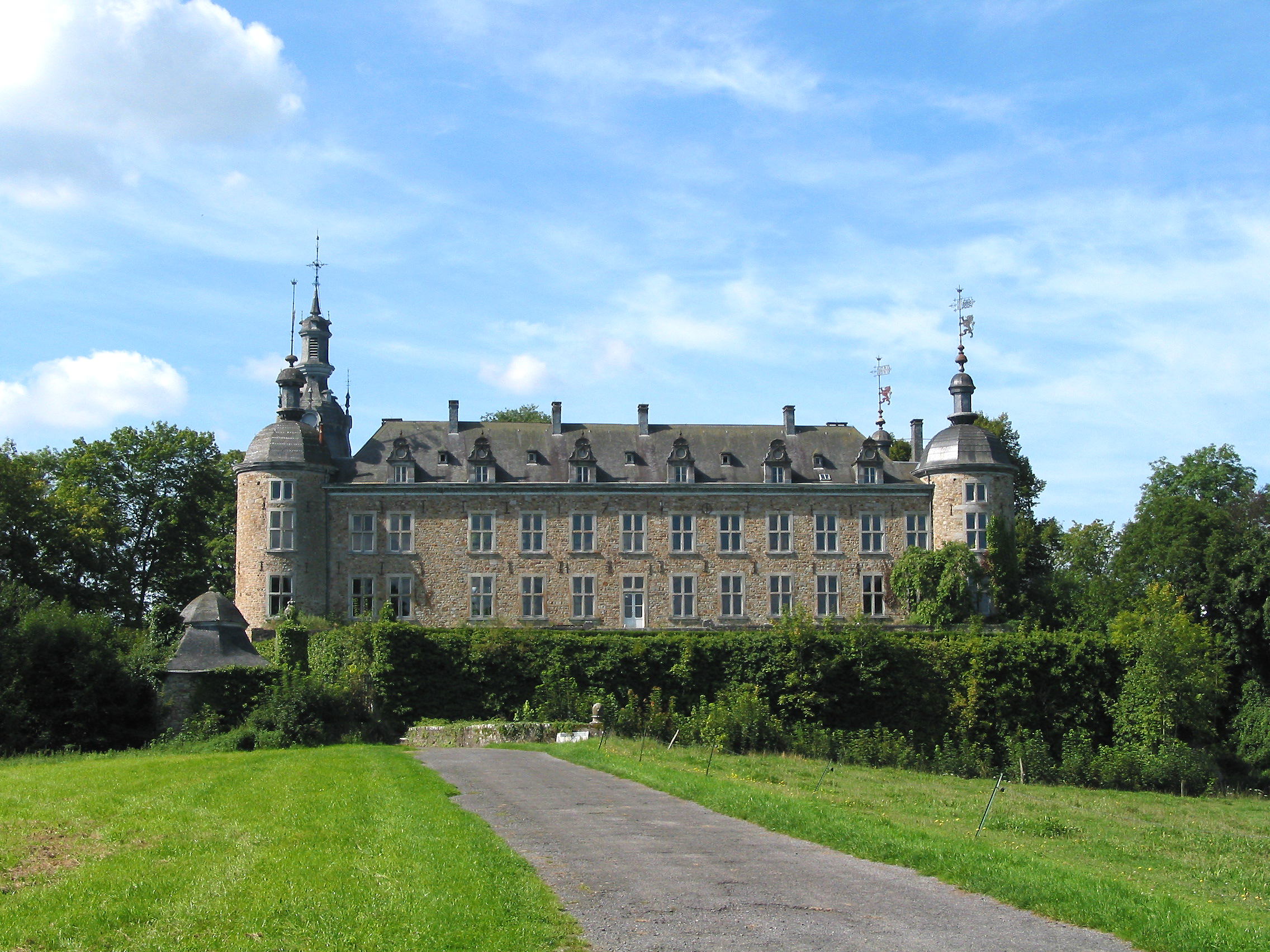
Het Kasteel van de heren van Mirwart in Hodister, door successie eigendom van d'Hoffschmidt

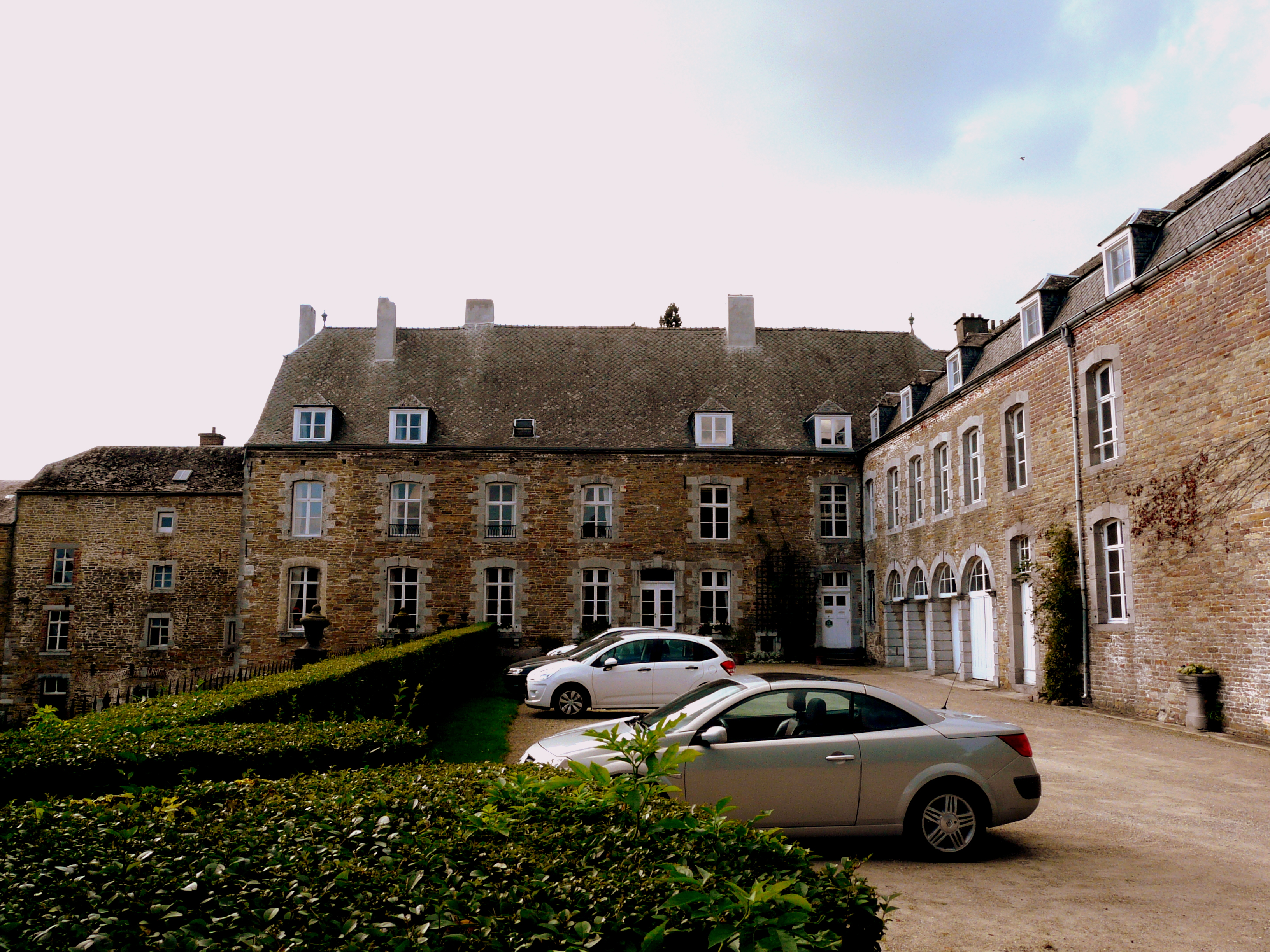
Kasteel van Andoy, vervolgens d'Hoffschmidt in Lesve

## Geschiedenis
De familie d'Hoffschmidt ontstond in de streek van Paderborn (Noordrijn-Westfalen) en een tak verplaatste zich naar de Zuidelijke Nederlanden. In 1642 werd voor het eerst adelserkenning verleend in deze familie door koning Filips IV van Spanje, ten gunste van Arnould d'Hoffschmidt.
De laatste heer onder het ancien régime was Henri-Joachim d'Hoffschmidt, heer van Resteigne, Mohimont, Less, Bellair en Sechery. Hij was getrouwd met Marie-Louise de Smakers, van de heren van Mirwart. Ze hadden twee zoons die tot de nieuwe adel toetraden, Adolphe en Ernest d'Hoffschmidt.

## JeanAdolpheGodefroid d'Hoffschmidt
Adolphe d'Hoffschmidt (Resteigne, 13 maart 1747 - Lesve, 28 maart 1830) werd in 1816 onder de naam d'Hoffschmidt de Resteigne erkend in de erfelijke adel en benoemd in de Ridderschap van de provincie Namen. Hij werd burgemeester van Resteigne tot aan zijn dood.
Hij trouwde in 1772 met Marie Joséphine Raimond d'Andoy (Namen, 1750 - Lesve, 1822) en ze hadden twee kinderen:
- Louise d'Hoffschmidt (1775-1842), die in 1800 trouwde met baron Leopold de Goër de Herve et de Forêt (1767-1847). Hij was industrieel (maître de forges), maire van Resteigne en burgemeester van Lesve. Het echtpaar nam het kasteel van Lesve in bezit.
- Edmond d'Hoffschmidt (Namen, 1777 - Resteigne, 1861).

## Edmond d'Hoffschmidt
Jean Thomas Antoine Edmond d'Hoffschmidt (Namen, 24 oktober 1777 - Resteigne, 12 maart 1861), bijgenaamd de Kluizenaar van Resteigne, was van 1806 tot 1809 luitenant bij een regiment van Belgische jagers te paard, aangevoerd door prins Prosper van Arenberg. Hij nam vervolgens ontslag, met gezondheidsproblemen als motief. Een verliefdheid in Pommeren op Christiane von Keffenbrinck, werd gedwarsboomd door zijn vader en dit lag wellicht aan de basis van de misantropie die hem er toe leidde als een kluizenaar te gaan leven.
In 1811 nam hij het besluit teruggetrokken te gaan wonen in de bossen van Niau in Auffe (nu Rochefort) en liet er zich een gerieflijke kluis bouwen. Hij bouwde er een bakoven bij, om zijn eigen brood te kunnen bakken en een serre om bloemen en planten te kunnen kweken. Hij woonde in deze eenzaamheid van zijn 37ste tot zijn 52ste levensjaar. Hij was er niet helemaal alleen, want hij had als gouvernante en later als bijzit Victoire Suray (Belvaux, 11 juli 1801 - 23 april 1867). Ze gaf hem een dochter, Leocadie (9 april 1825 - 14 oktober 1912), aan wie hij een opvoeding bezorgde in de beste scholen en die later bij hem woonde tot aan zijn dood.
In 1830 overleed zijn vader en Edmond verbleef voortaan een deel van het jaar in het kasteel van Resteigne. Hij werd zeer actief. Enerzijds moest hij zijn uitgebreid patrimonium beheren.
Naast de kastelen van Resteigne en Hodister, bezat hij talrijke hofsteden en bossen. Hij kocht ook het kasteel van Chanly aan. Anderzijds interesseerde hij zich voor de dorpsbewoners. Hij werd gemeenteraadslid en vanaf 1847 was hij, in opvolging van zijn schoonbroer, burgemeester van Resteigne en bleef dit tot aan zijn dood. Hij liet er zich kennen als een groot filantroop. Zijn vele geschriften en brieven bleven in handschrift bewaard en werden pas in de eenentwintigste eeuw ernstig bestudeerd en gepubliceerd.
Het jaar na zijn dood trouwde Léocadie met de landbouwer Edmond Mouzelard (1837-1902). Ze kreeg vier kinderen, woonde in Chanly en was 83 toen ze stierf. 
De algemene legataris van Edmond was zijn neef Arthur d'Hoffschmidt (1837-1893), zoon van minister Constant d'Hoffschmidt. In 1872 verkocht hij het domein en kasteel van Resteigne aan de familie Van der Linden d'Hooghvorst, die onder meer de kluis in Auffe liet teloorgaan.

## Ernest François Joseph d'Hoffschmidt
Ernest d'Hoffschmidt (Resteigne, 30 juni 1761 - Noville, 6 juni 1818) vluchtte uit de Zuidelijke Nederlanden toen de Fransen het land inpalmden en verbleef onder meer in Bohemen. Nadat hij in 1797 was teruggekeerd doorliep hij onder het keizerrijk een carrière als hoger officier in Franse dienst en vestigde zich in Noville bij Bastenaken, een gemeente waar hij ook maire van werd. 
In 1816 werd hij onder het Verenigd Koninkrijk der Nederlanden erkend in de erfelijke adel en benoemd in de Ridderschap van de provincie Luxemburg. Hij trouwde in 1792 met Marguerite Philippe de Chanly (1770-1837) en ze hadden een dochter en vijf zoons. Onder hen:
- François d'Hoffschmidt (Heinrichsruhe-Grauppen, 1797 - Noville, 1854), arrondissementscommissaris van Bastenaken en volksvertegenwoordiger, van wie nazaten tot heden.
- Constant-Ernest d'Hoffschmidt (Noville, 1804 - Twee-Akren, 1873), volksvertegenwoordiger, senator, minister van Openbare Werken, minister van Staat, had vier kinderen maar zonder verdere nakomelingen.